# Llista d'artistes amb obra al Museu Víctor Balaguer
Llista amb el nom dels artistes amb una o més obres en la col·lecció permanent del Museu Víctor Balaguer de Vilanova i la Geltrú, o en els seus fons.
| Índex A B C D E F G H I J K L M N O P R S T U V W X Y Z |

## Ordre alfabètic

### A
- Federico Aguilar Alcuaz, Aguilar Manet, Aguilar Ortiz, Cristòfor Alandi, Fèlix Alarcón, Carles Albet Olivella, Albiñana F.DE P., Eduard Alcoy, V. Aldas, Andreu Alfaro Hernández, Alfonso P .H, Antoni Alsina i Amils, César Álvarez Dumont, Josep Amat i Pagès, Manuel Amat Rosés, Francisco Javier Amérigo y Aparici, Hermen Anglada Camarasa, Lola Anglada, Antoni Anguera Llauradó, Aquilarotus, Lluís Maria Aragó i Cabañas, Juan de Arellano, Arenal, Daniel Argimon, Salvador Arias, Josep Armet Portanell, Josep Arrau Barba, Felipe Arroyo Roxas, Francesc Artigau i Seguí, Teodoro Asensio Rovira

### B
- Dionís Baixeras i Verdaguer, Isidor Balaguer Sanchis, Francesc Balasch Martí, Josep Balmes, Laureà Barrau Buñol, Gracia Barrios, Pilar Bayés i de Luna, Francisco Bayeu y Subías, Erwin Bechtold, Benatti, Gaietà Benavent i Rocamora, Rafael Benet Vancells, Josep Berga i Boix, Marcel Berges, Antonio Bergón López, Tony de Bergue, Juan Bermúdez, J. Blanch, Boada, Esther Boix Pons, Magda Bolumar, Vicenç Borras i Abella, Pere Borrell del Caso, Ramon Borrell i Pla, Juli Borrell i Pla, Alfons Borrell, Emili Bosch Roger, Jan Brueghel de Velours, R. Brugadas, Pere Brull Carreras, Joan Brull Vinyoles, Joaquim Budesca Català, F. Bulasch Martí.

### C
- Antoni Caba Casamitjana, Josep Antoni Cabanyes i Ballester, Alexandre de Cabanyes i Marquès, Llorenç de Cabanyes i d'Olzinelles, Joan Calvet Ràfols, Francisco Camilo, Damià Campeny i Estrany, Josep Campeny i Santamaria, Ricard Canals i Llambí, S. Cantarell, Capdevila, Ramon de Capmany i de Montaner, Aureli Capmany, Artur Carbonell i Carbonell, Miquel Carbonell i Selva, Jaume Carbonell, Pau Carbonell, Joan Cardona Lladós, Armand Cardona Torrandell, Vicente Carducho, Domènec Carles i Rosich, Juan Carreño de Miranda, Carreras, Josep Carretero Gomis, José Casado del Alisal, Arcadi Casanovas Claramunt, Francesc Casanovas Gorchs, Enric Casanovas Roy, Ramon Casas i Carbó, Bonventura Casas i Pàmies, Jesús Casaus Mechó, Leopoldo Casiñol, Antoni Castelucho Vendrell, Eugenio Da Caxés, Martín Chirino, Pere Clapera i Argelaguer, Josep Clarà Ayats, C. Clarà, Agustí Claramunt Martínez, Fidel Claramunt, Enric Clarasó Daudí, Joan Claret i Coromines, Claudio Coello, Antoni Coll i Pi, Lluis Coll Vall, Guillermina Coll, Charles Henry Collet, Claude Collet, Joan Colom i Agustí, Rafael Contreras, Xavier Corberó Olivella, Juan de la Corte, Pere Créixams i Picó, Manuel Crespo Villanueva, Jaume Cubells Sanahuja, Josep Cuchy Arnau, Modest Cuixart Tàpies, Antoni Cumella Serret, Jordi Curós Ventura, Josep Cusachs i Cusachs, Manuel Cusí Ferret, J. Cuyàs,

### D
- Francesc Dasí Ortega, Delgado, Joaquín Dieguez Diaz, Melcior Domenge i Antiga, Francesc Domingo i Segura, M. de G. Dramard, Josep Dunyach i Sala, Eugenio Duque Duque, Duran, Rafael Duran i Benet, Pep Duran Esteva, M. Duran, Rafael Durancamps i Folguera, E.M. Lindauer

### E
- Antoni Egea, Mariano Ercilla, Pedro Eriz Mendizábal, José Maria Escala, Francisco Javier Escudero Lozano, Pere Espallargues, Joaquim Espalter i Rull, Agustín Español Viñas, Antonio María Esquivel Suárez de Urbina, Vicente Esquivel, Antoni Estruch i Bros, Oscar Estruga.

### F
- F. Bosch, Will Faber, Josep Fabré Nin, X. Farres, Manuel Ferran i Bayona, Ángel Ferrant Vázquez, Joan Ferrer i Miró, A. Ferrer, Emilio Ferrer, F. Ferrer, Francesc Ferrer, R. Ferrer, Antònia Ferreras Bertran, Josep Bernat Flaugier, Josep Lluis Florit i Rodero, Joan F. Fluvià Mas, Joan Baptista Folia i Prades, Francesc Font i Sampsó, Concepció Font, Francesc Fontanals i Rovirosa, Marià Fortuny i Marsal, Àngels Freixanet Picañol, Andreu Fresquet, Manuel Fuxà i Leal,

### G
- Francesc d'Assís Galí i Fabra, Baldomer Galofre i Giménez, Francesc Galofré i Oller, Enric Galwey Garcia, Justo Gandarias Planzón, Garcia, Juan García de Miranda, Eulogio García, Josep Lluís Garcia, Josep Gargallo Guerrero, Onofre Garí i Torrent, Jaime Garnelo Fillol, José Garnelo i Alda, Garrido, Alfons Gelabert Buxó, Alexandre Ghilloni i Molera, Corrado Giaquinto, Isidro Gil y Gabilondo, Francesc Gimeno Arasa, Luca Giordano, Maria Girona i Benet, Antoni Gómez i Cros, Simó Gómez Polo, Victória Gonzàlez Somón, Francisco Goya y Lucientes, Lluís Graner i Arrufí, Fèlix Gras, Alexandre de Grau Figueras, Emili Grau i Sala, J. Guarin, Agustí Guasch i Gómez, Josep Guinovart Bertran, Federico Guisasola.

### H
- Joan Hernández Pijuan, Francisco Hernández, Gisela Hess, Félix Resurrección Hidalgo Padilla, Manuel Humbert Esteve, M. Hurtodó, Josep Hurtuna i Giralt, Huyreu

### I
- Concha Ibáñez, José Jiménez Donoso, Joan Vila i Pujol, Jacob Jordaens, Josep Maria Subirachs Sitjar, Joan Jover, Joyn, José Juliana i Albert, Jumón, Joan Juncosa Morlans, Oleguer Junyent i Sans, Sebastià Junyent i Sans

### L
- Francesc Labarta Planas, José María de Labra Suazo, Victor Patrício Landaluze,P. Larcedo, Manuel José de Laredo, Teresa Lázaro Bernadas, S. Llampagas, Edith de Llauraec, Marià Llavanera i Miralles, Joan Llaverias i Labró, Joan Llimona i Bruguera, Frederic Lloveras i Herrera, Leopoldo Lopez González, Ramón López Redondo, Vicente López, Ramir Lorenzale Rogent, Lorenzo Lecja, Eugenio Lucas Velázquez, Luis Alfonso Noblom, Joan Luna Novicio

### M
- Ricardo Macarrón Jaime, Madel, Juan Bautista Maíno Ignasi Mallol i Casanovas, Josep Maria Mallol Suazo, Mario Maragliano i Navone, Ramon Martí Alsina, Marcel Martí i Badenes, Juli Martí Solanes, Josep Maria de Martín i Gassó, Juan Bautista Martínez del Mazo, Manuel Martínez Hugué, Rafael Martínez Padilla, Ricardo Martínez Mezquita, Arcadi Mas i Fontdevila, Salvador Masana i Mercadé, Felip Masó i de Falp, Francesc Masriera i Manovens, Josep Masriera i Manovens, Lola Massieu, Segundo Matilla i Marina, Eliseu Meifrèn i Roig, Luis Eugenio Meléndez, Carles Mensa i Corchete, Benet Mercadé Fàbrega, Jordi Mercadé i Farrés, Jaume Mercadé Queralt, Apel·les Mestres Oñós, Alfons Mier, Mignoni, Jaume Minguell i Miret, Joaquim Mir Trinxet, Josep Mirabent Gatell, Francesc Miralles Galup, Armand Miravalls i Bové, Joaquim de Miró Argenter, Gaspar Miró i Lleó, Josefina Miró Marsà, Joaquim Mombrú Ferrer, Josep Mompou Dencausse, Enric Moneny Noguera, Ricardo Montero Maldonado, Cristòfol Montserrat Jorba, Felo Monzón, Josep Moragas Pomar, Hippolyte François Moreau, Josep Morell Macias, Ramon Mostany, Antoni Muñoz Degrain, Luís Muñoz, Bartolomé Esteban Murillo, Jaume Muxart Domènech.

### N
- Vicenç Navarro Romero, Carlo Nicoli Manfredi, Josep Niebla, Josep Nin i Tudó, Francesc Xavier Nogués i Casas, Isidre Nonell i Monturiol, Norman Narotzky.

### P
- Ramon Padró i Pedret, Gabriel Padró, Francesc Pagès i Serratosa, Carlos Palao Oturbia, Juan León Pallière, Juan Pantoja de la Cruz, José Enrique Paredes Jardiel, Josep Parera i Romero, Iu Pascual i Rodés, Anicet Pascual, Pedro Durán, Luc Peire, Orlando Pelayo, Josep Lluís Pellicer i Fenyé, Owe Pellsjö Lundmark, Antonio de Pereda, Pedro Pérez Benedicto, J. Peris Brell, Antoni Pichot i Soler, Marià Pidelaserra i Brias, Rafael Piera, Ignacio Pinazo Martínez, Josep Maria Piñol, Jaume Planas Gallés, Carles Planell Viñals, Josep Planella i Coromina, Bonaventura Pollés Vivó, Josep Maria Prim i Guytó, Carla Prina, Pere Pruna i Ocerans, Gustavo Puente, August Puig Bosch, Bonaventura Puig i Perucho, Josep Puig, Ramon Puiggròs Cardona, Salvador Pujadas Casellas, Josep Pujol Ripoll

### Q
- Agustí Querol Subirats

### R
- Albert Ràfols i Casamada, Josep Francesc Ràfols i Fontanals, Josep Lluís Ràfols i Gassó, J. Ràfols, Ramon Aulina de Mata i de Pinós, Rafael Ramos, Nicolau Raurich Petre, Darío de Regoyos, Rexach, Luis Rey Polo, Francesc Ribalta, Romà Ribera i Cirera, Josep de Ribera, Ricard Sala, Enric Cristòfor Ricart i Nin, J. Francesc Ricart, Juan Andrés Ricci, Antoni Rigalt Blanch, Agustí Rigalt Cortiella, Lluís Rigalt i Farriols, F A Rigual, Rios, Juan Ripollés, Alexandre de Riquer i Inglada, Julià Riu Serra, Vicenç Rivera i Mir, Roca, Antonio Rodriguez Suárez, Pau Roig i Estradé, Joan Roig Soler, Jordi Rollán, Fèlix Rotaris de Villanueva, Peter Paulus Rubens, Pablo Ruiz Picasso, Santiago Rusiñol i Prats

### S
- Luis Sáez Díez, Willy Saïl, Rafael Sala Marco, Rupert Salavador, Agustí Salinas Teruel, Josep Salvany Juncosa, Joan Sandalinas i Fornàs, Francesc Sans Castaño, Tomàs Sans Corbella, Francesc Sans i Cabot, Santiago Santana, Ernest Santasusagna Santacreu, Medard Santmartí Aguiló, Eduardo Sanz, Antonio Saura, Frank Schaffer, Pilar Segura Badia, Joan Seix Miralta, Enric Serra i Auqué, Joan Serra i Melgosa, Josep Serrano, Severac, Christian Sieber, Alfred Sisquella i Oriol, Franz Snyders, María Jesús de Solà Yuste, Ernest Soler de les Cases, Josep Soler Forcada, Soler Pedret, Josep Soler Vidal, Francesco Solimena, Francisco de Solís, Eduardo Soria Santa Cruz, Salvador Soria Zapater, Joaquim Sorolla i Bastida, Josep Subirà i Puig, Ramon Subirat i Codorniu, Josep Maria de Sucre i de Grau, Josep Sugrañes Florit, F. Suñé, Joaquim Sunyer i de Miró, Santi Surós Forns, Joost Susterman

### T
- Enrique Tábara, Josep Maria Tamburini i Dalmau, Antoni Tàpies Puig, Tarragó, Claudi Tarragó Borràs, Torquat Tasso i Nadal, Modest Teixidor Torres, Joan-Josep Tharrats i Vidal, Domenikos Theotokopoulos, A. Tobler, Josep de Togores i Llach, Manuel Tomàs Bertran, G. Tomás Mendez, G. Tomás Mendez, Pere Torné Esquius, Francesc Torras Armengol, Joan Torras Bachs, Damià Torrents Brunet, Martí Joan Torrents Brunet, Francesc Torres Monsó, Jesús Torres, Antoni Torres Fuster, Francesc Torrescassana Sallarés, Pere Tort Roig, Josep Triadó i Mayol, Frederic Trias i Planas, Josep Antoni Trias i Tastàs, Ramon Tusquets i Maignon, Hsiao Txin

### U
- Visitació Ubach, Ricard Urgell Carreras, Modest Urgell i Inglada

### V
- Juan de Valdés Leal, Valdivia, Eusebio Valldeperas, Romà Vallès i Simplicio, Evarist Vallès i Rovira, Agapit Vallmitjana Abarca, Agapit Vallmitjana i Barbany, Venanci Vallmitjana i Barbany, Pere Valls i Bofarull, Van Dyck, Joaquim Vayreda i Vila, Daniel Vázquez Díaz, J. Vedell, Vicente Vela García, Pep Ventura, Mª Teresa de Vera, Antonio P. Victorio Herrera, Alejandro Vidal Quadras Veiga, Joan Vilacasas, Antoni Viladomat i Manalt, Miquel Villà i Bassols, Pedro de Villafranca, Moisès Villèlia, Alfons Vinyals i Roig

### W
- Nadia Werba, Jan Wildens, Artus Wolffordt

### X
- Antoni Xaus Compte, Josep Maria Xiró Taltabull

### Y
- Pere Ynglada i Sallent

### Z
- Rafael Zabaleta Fuentes, Zapata, Juan José Zapater Rodríguez, José Luís Zarraluqui Urrestarazín,